# Chlosyne pretona
Chlosyne pretona är en fjärilsart som beskrevs av Jean Baptiste Boisduval 1870. Chlosyne pretona ingår i släktet Chlosyne och familjen praktfjärilar. Inga underarter finns listade i Catalogue of Life.